# Davide Garofano
Davide Garofano (Alghero, 7 aprile 1974) è un hockeista in carrozzina italiano, centrale dei Blue Devils Genova e della Nazionale italiana di hockey in carrozzina.

## Carriera
Davide Garofano esordisce nel 1996 nei Gufi Genova come portiere. Dopo una stagione la squadra cambia assetto societario e nome, e diventa la conosciuta All Blacks Genova. A causa di enormi difficoltà a trovare fondi e giocatori, la squadra non partecipa al campionato 1996, per iscriversi successivamente nel 1997. Da quel momento rimane negli All Blacks Genova per nove stagioni fino al 2006. Cambia ruolo da portiere a centrocampista, e segna in tutto 9 reti in 61 presenze. Alla fine del 2006 diventa il primo giocatore italiano a trasferirsi in un campionato estero, cosa a nessun altro mai successa prima, e passa agli Hurricanes Bochum in Germania. Li segna 3 reti in 12 presenze, e dopo una stagione viene ceduto ai Ruhr Rollers Essen sempre in Germania. Nella nuova squadra 8 presenze e 2 reti il suo score. Nel 2008 torna in Italia per giocare due stagioni nel Dream Team Milano fino al 2010, segnando in tutto 4 reti in 8 presenze. Nel 2010 fa ritorno agli All Blacks Genova. Nell'ultimo campionato con la squadra genovese, stagione 2013-14, segna 16 reti in 8 presenze, passando ad un ruolo più offensivo. Ingaggiato nella stagione 2015 dai Genneper Parken Bulls di Eindhoven noti come GP Bulls assieme a Janzeeb Khan, mette a segno 5 reti in 4 presenze.
Dopo una sola stagione torna in Italia e viene ingaggiato dal Dream Team di Milano, dove rimane una stagione. L'anno dopo passa nei Turtles Milano e li rimane per due stagioni, dopo le quali torna nella sua Genova e gioca attualmente nei Blue Devils.

## Nazionale
Nel 1999 riceve la sua prima convocazione in nazionale dall'allora selezionatore del centro-sud Cristian Locatelli. Dopo due anni il selezionatore nazionale Fabrizio De Santis lo riconvoca per uno stage azzurro a Roma, e da quel momento entra stabilmente a far parte della Nazionale fino al 2006, anno in cui viene chiamato per l'ultima volta dal selezionatore azzurro Luca Maino.
Viene convocato in tutto 20 volte in Nazionale, dal 1999 al 2006 e 3 reti in nazionale. Partecipa nella top five al campionato del mondo di Hockey in carrozzina in Finlandia ad Helsinki nel 2004.